# Érik Decamp
Pas d'image ? Cliquez ici
Érik Decamp est un alpiniste et scientifique français né le 12 janvier 1954 à Paris.

## Biographie
Érik Decamp est né à Paris le 12 janvier 1954. Il fait ses débuts en escalade sur les falaises de la Seine en Normandie et à Fontainebleau.
Ingénieur diplômé de l’École polytechnique (promotion 1972), il fait pendant quinze ans des recherches en mathématiques et en informatique. 
Après être devenu guide de haute montagne, il est professeur à l'École nationale de ski et d'alpinisme de Chamonix pendant dix ans. Il participe à de nombreuses expéditions d'alpinisme de par le monde.
Il pratique l'alpinisme d'expédition avec Catherine Destivelle, avec qui il a un enfant, Victor, né à la fin des années 1990. Il était déjà père d'un premier fils né en 1987.

## Principales ascensions
- 1980 : ascension du Ganesh IV en Himalaya (7 104 m)[7]
- 16 août 1981 : ouverture de la voie Sécurité et liberté en face est de la pointe de Lépiney à l'envers des aiguilles de Chamonix avec Patrick Cordier
- 1982 : première répétition du pilier sud du Pumori (7 161 m) au Népal[7]
- octobre 1987 : Voie japonaise de la face nord du Jannu (7 710 m), en style alpin avec Pierre Béghin[7]
- 1993 : face sud de l'Aconcagua (6 962 m) en Argentine avec Claude Jaccoux[7]
- 1994 : reprise de l'itinéraire Kurtyka-Loretan-Troillet au Shishapangma (8 013 m) au Tibet avec Catherine Destivelle[8]
- 1996 : première ascension avec Catherine Destivelle du pic sans nom (4 160 m) dans la chaîne Ellsworth en Antarctique[9]

## Œuvres

### Alpinisme
- Érik Decamp, Le Guide et le procureur, Éditions du Mont-Blanc, 2020
- Jean-Olivier Majastre et Érik Decamp, Guides de Haute Montagne, Glénat, Grenoble, 1988 (compte rendu dans Montagne et Alpinisme, no 1 - 1989)
- Philippe Bourdeau, Erik Decamp, Jean-Olivier Majastre et Oswald Vizioz, Le Mont Aiguille et son double, PUG (Presses Universitaires de Grenoble), 1992 (Gumuchian Hervé. Ph. Bourdeau, E. Decamp, J.O. Majastre, O. Vizioz : Le Mont Aiguille et son double., Revue de géographie alpine, 1993, vol. 81, no 1, p. 106. sur persée.fr)
- Catherine Destivelle et Érik Decamp, Annapurna. Duo pour un 8000, Arthaud, 1994
- Érik Decamp, Alpinisme et escalade : guide des techniques, Didier Richard, 1995  (ISBN 2-7038-0041-X)
- Catherine Destivelle et Érik Decamp, L'apprenti alpiniste : l'escalade, l'alpinisme et la montagne expliqués aux enfants, Hachette jeunesse, 1996
- Catherine Destivelle et Érik Decamp, Le petit alpiniste, Guérin, 2009

### Sciences
- Avec Bernard Amy, Neurocalcul et réseaux d'automates – Le point sur les recherches et les applications, EC2, 1988  (ISBN 2906899100)